# Bobby Best
Robert Best (12 tháng 9 năm 1891 – 8 tháng 6 năm 1947) là một cầu thủ bóng đá người Anh thi đấu ở vị trí tiền vệ chạy cánh cho Sunderland.